# Jekaterina Sergejewna Grigorjewa

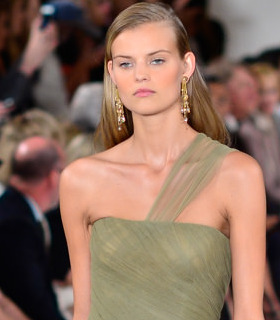
Kate Grigorjewa, 2014

Jekaterina „Kate“ Sergejewna Grigorjewa (russisch Екатерина Сергеевна Григорьева; * 15. September 1988 oder 1989 in Olenegorsk) ist ein russisches Model.

## Leben
Grigorjewa studierte an der Murmansk State Technical University Marketing. Sie heiratete 2015 ihren langjährigen Freund Alexander in Sankt Petersburg. und ließ sich 2016 wieder scheiden. Seit 2018 ist sie mit dem russischen Fußballspieler Anton Schunin verheiratet.

## Karriere
Grigorjewa nahm 2010 am Casting für Miss Russia 2010 teil, schied aber im finalen Auswahlverfahren aus. 2012 nahm sie erneut am Wettbewerb Miss Russia 2012 als Repräsentantin der Oblast Murmansk teil und erreichte die Top 10. Im Jahr 2012 nahm sie am Wettbewerb Top Model po.russki teil und erreichte zusammen mit ihrer Schwester Walentina Gregorjewa den zweiten Platz. 2014 hatte sie ein Debüt bei der New York Fashion Week. Sie wurde von der Website models.com zu einem der Top Newcomer Models der Wintersaison 2014 erklärt. Bis zu dem Zeitpunkt modelte sie unter anderem für Givenchy, Versace, Gucci, Dolce & Gabbana, Alexander McQueen, Balmain, Emanuel Ungaro, Moschino und Emilio Pucci.
Sie eröffnete 2015 die Frühlings-/Sommer-Kollektion von DSquared und Stella McCartney und modelte bei Fotoshootings für M Missoni, H&M, Moncler und Versace. Sie erschien in Modekatalogen von Victoria’s Secret und wurde mehrfach in lokalen Ausgaben der Kataloge Vogue, Contributor, i-D, Pop und Numéro vorgestellt.
Am 2. Dezember 2014 debütierte sie mit ihrer Mitkandidatin bei Miss Russia Irina Sharipova auf der Victoria’s Secret Fashion Show 2014. Im April 2015 wurde Grigorjewa als eine der neuen zehn „Victoria’s Secret Angels“ verkündet und erschien im Juli 2015 im Victoria’s Secret Body by Victoria Commercial.
Im Oktober 2015 stufte die Cosmopolitan Gregorjewa als eine der erfolgreichsten Personen der Model-Szene ein.